# Ding Meiyuan
Ding Meiyuan (en chino: 丁美媛; Dalian, 27 de diciembre de 1979) es una deportista china que compitió en halterofilia.
Participó en los Juegos Olímpicos de Sídney 2000, obteniendo una medalla de oro en la categoría de +75 kg. Ganó dos medallas de oro en el Campeonato Mundial de Halterofilia, en los años 1993 y 2003.

## Palmarés internacional
| Juegos Olímpicos   | Juegos Olímpicos   | Juegos Olímpicos | Juegos Olímpicos |
| Año                | Lugar              | Medalla          | Categoría        |
| ------------------ | ------------------ | ---------------- | ---------------- |
| 2000               | Sídney (Australia) | Medalla de oro   | +75 kg           |
| Campeonato Mundial |                    |                  |                  |
| Año                | Lugar              | Medalla          | Categoría        |
| 1999               | Atenas (Grecia)    | Medalla de oro   | +75 kg           |
| 2003               | Vancouver (Canadá) | Medalla de oro   | +75 kg           |